# شرف الدولة
أبو الفوارس شرزيل بن عضد الدولة (960-7 سبتمبر 988 م أو 6 سبتمبر 989 م)، ولقبه شرف الدولة هو أمير البويهيين في كرمان وفارس (983 م -988/9 م)، والعراق (987-988/9 م) كان أكبر أبناء عضد الدولة.
استولى والده على كرمان عام 968، وعين أبو الفوارس نائباً له. لبعض الوقت بعد عام 977 أقام في بغداد، لكنه أُرسل ثانية إلى كرمان. ولأنه أكبر أبناء عضد الدولة، فكان يعتبر نفسه خليفه لوالده؛ والذي كان يفضل شقيقه مرزبان مما خلق عداوة بين الشقيقين. لم يختر والده خليفته وقت وفاته عام 983. تولى مرزبان (صمصام الدولة) السلطة في بغداد كأمير، لكنه شرزيل تنازع معه على الحكم، ومن كرمان عزا فارس واستولى عليها.

## فتره الحكم
سرعان ما وجد أبو الفوارس موقعه محاطاً بصمصام الدولة يحكم بغداد، واثنان من إخوته، تاج الدولة وضياء الدولة، يسيطرون على البصرة وخوزستان. وفي الشمال يحكم فخر الدولة الري، فقضى شرف الدولة في سنواته التالية بصراعاً مع العائلة، حيث قدم الدعم للسامانيين عندما حاول فخر الدولة انتزاع خراسان منهم، مما جعله أقوى البويهيين وأعترف حكام البصرة وخوزستان بفخر الدولة كأمير للبلاد،.
على الرغم من هذا التحول في الأحداث، تمكن شرف الدولة من توسيع موقعه واستعاد عُمان، التي كانت قد انفصلت في وقت سابق عن صمصام الدولة، وفي أوائل عام 986 م واستولى على البصرة وخوزستان، مما أجبر الأخوين على الفرار إلى أراضي فخر الدول، بحلول مايو أو يونيو 986 م اعترف صمصام الدولة بشرف الدولة كأمير للبلاد، لكن سرعان ما انزلق العراق إلى الفوضى (الأتراك و الديلم)، وأجبر على التدخل هناك، حيث دخل بغداد عام 987 م، وعزل صمصام الدولة وسجنه في فارس، كما أمر بإعدام الضابط الديلمي زياد بن شهركويه في يوليو من ذلك العام، وأعلنه الخليفة العباسي أميرًا على البلاد.
خطط شرف الدولة التالية لإخضاع باد الكردي، الذي استولى على ديار بكر في عهد صمصام الدولة وكان حليفًا لفخر الدولة، لكن فشلت الحملة وبعد ذلك بوقت قصير توفي شرف الدولة، إما في 988 أو 989، وقد تمكن في الغالب من الحفاظ على إمبراطورية عضد الدولة، لكن البويهيين في ري أصبحوا مستقلين فعليًا.

## وفاته
توفي شرف الدولة أبو الفوارس بن عضد الدولة ملك العراق في 2 جمادى الآخرة سنة 379 هـ،  لثمانية أشهر وسنتين من ملكه ودفن بمشهد علي ولما اشتدت علته بعث ابنه أبا علي إلى بلاد فارس بالخزائن والعدد مع أمه وجواريه في جماعة عظيمة من الأتراك وسأله أصحابه أن يعهد فقال: أنا في شغل عن ذلك فسألوه نيابة أخيه بهاء الدولة ليسكن الناس إلى أن يستفيق من مرضه فولاه نيابته.ولما جلس بهاء الدولة في دست الملك ركب إليه الطائع فعزاه وخلع عليه خلع السلطنة وأقر بهاء الدولة أبا منصور بن صالحان على وزارته.